# 훈 (악기)

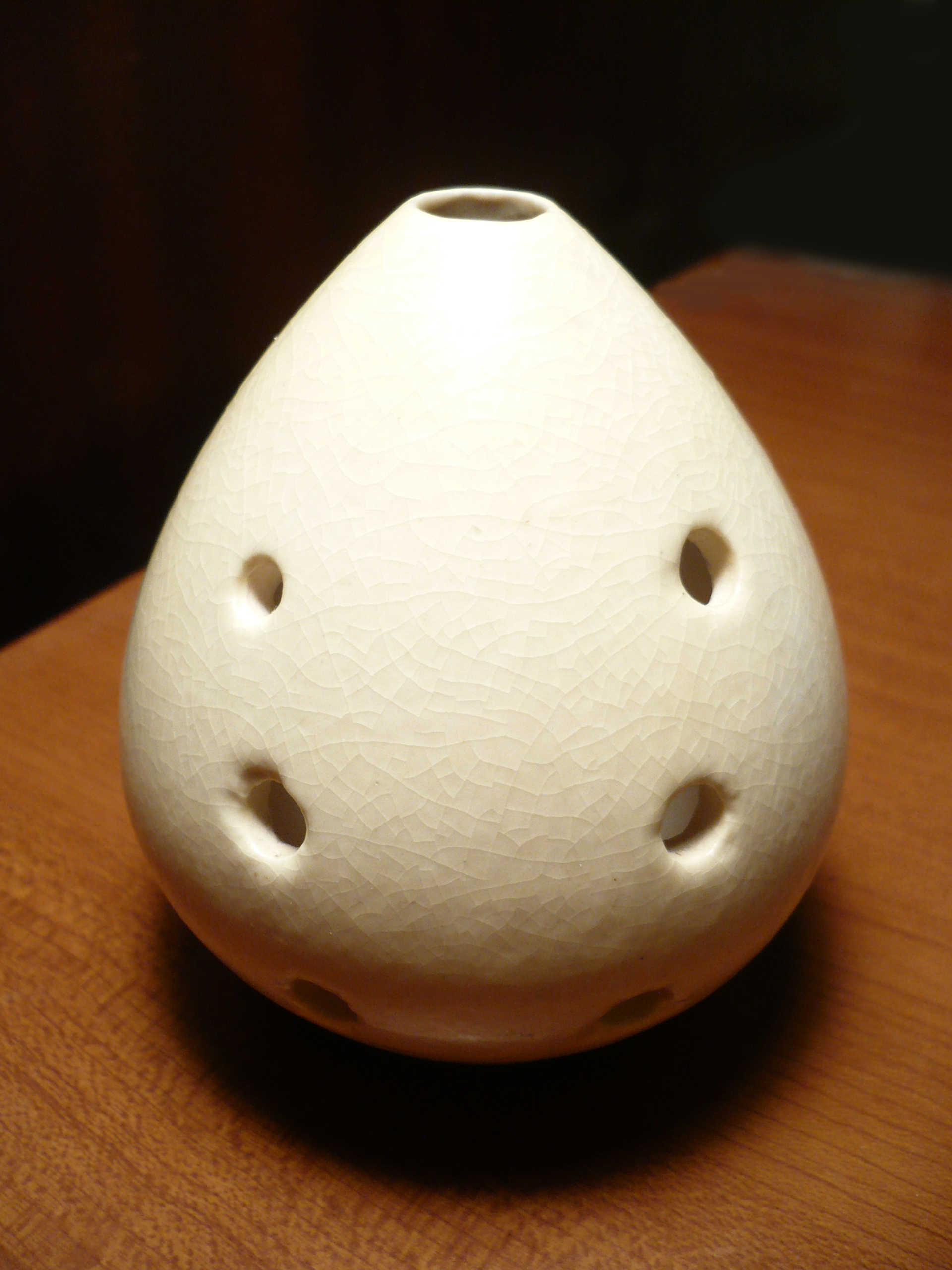

훈(塤)은 점토로 빚은 뒤 구워서 만든 관악기다. 이 악기는 중국의 훈(중국어: 埙), 서양의 오카리나, 일본의 쓰치부에(일본어: 土笛)와 비슷하다. 8부 분류법으로는 토부(土部), 호른보스텔-작스 분류로는 목관악기 중 그릇꼴 젓대(영어: Vessel Flute)에 들어간다.
흙을 빚어 저울추 모양으로 만들고, 여러의 구멍을 뚫어 구워 만들어 불며, 소리는 부드럽고 어두운 편이다. 고대 중국의 악기로, 한국에는 고려 예종 11년에 들어왔다. 문묘 제례악에만 쓰인다.

## 특징
진흙이나 백면토를 황토에 섞어 만들어 굽되 위끝은 뾰족하게, 밑은 평평하게 저울추 모양으로 하고 맨 꼭대기에 취구를 뚫고, 앞에 3개, 뒤에 2개의 구멍(指孔)을 뚫는다. 취구에 입김을 넣어 부는데, 오른손 엄지로는 뒷면 오른편 구멍(제1공)을, 왼손 엄지로는 뒷면 왼편 구멍(제2공)을, 왼손 검지로는 앞면 왼편구멍(제3공)을, 오른손 검지로는 앞면 오른편구멍(제4공)을, 오른손 장지로는 앞면 아랫구멍(제5공)을 여닫는다.
문묘제례악에 쓰이므로, 구멍을 반만 막는 주법을 섞어가며 12율을 낸다. 음넓이는 황종·다(c)에서 응종·나(b)까지이다.

## 같이 보기
- 오카리나
- 중국 음악